# Marius Guran
Marius Guran (n. 7 noiembrie 1936, Bârca, județul Dolj - d. 24 aprilie 2019) a fost un inginer, specialist în calculatoare, unul din pionierii informaticii românești, membru de onoare al Academiei Române din 2011.

## Studii
După terminarea Liceului „Frații Buzești” din Craiova, s-a înscris la Facultatea de Electronică și Telecomunicații a Institutului Politehnic București pe care a absolvit-o în anul 1960.
În anul 1965 a obținut doctoratul în calculatoare electronice la Institutul Politehnic din Leningrad, Facultatea de Automatică și Calculatoare.

### Specializări
- Sisteme cu acces multiplu în timp real (1968/1969) - bursier Fulbright la Massachusetts Institute of Technology de la University of California, Berkeley, SUA.
- Rețele de calculatoare (1973/1974) - INRIA (Institut national de recherche en informatique et en automatique), Franța.
- Sisteme de producție integrate pe bază de calculator (1981, 1988) - City University, London, UK, CIT (Cranfield Institute of Technology) Londra. UMIST (Institute of Science and Technology, University of Manchester), UWIST (University of Wales Institute of Science and Technology) Cardiff, Londra.
- Management (1993) - International Institute for Management Development, Lausanne, Elveția.

## Cariera
Imediat după absolvirea facultății a continuat activitatea în domeniul didactic, urcând treptele carierei: preparator (1960), șef de laborator (1961), asistent (1962), șef de lucrări (1966), conferențiar (1970) și profesor universitar (1988). În 1965 s-a numărat printre membrii fondatori ai Catedrei de calculatoare din Facultatea de Automatică și Calculatoare de la Politehnica din București, aceasta reprezentând una dintre principalele sale contribuții în dezvoltarea informaticii în România.
De asemenea, a fost profesor la Facultatea de Ingineria și Managementul Sistemelor Tehnologice din cadrul Universității Politehnica din București și Director general al Centrului de cercetare și consultanță pentru Pregătirea privind Managementul și Ingineria Întreprinderilor Industriale Virtuale.
A devenit conducător de doctorat în specialitatea Informatică aplicată și știința calculatoarelor în cadrul Facultății de Automatică și Calculatoare din cadrul Universității Politehnica din București. Astfel a contribuit la pregătirea a numeroși specialiști ca cercetători și manageri în domenii precum: rețele de calculatoare, sisteme de producție integrate pe bază de calculator, sisteme ierarhizate cu prelucrare distribuită a datelor, sisteme suport pentru decizie, managementul cercetării-dezvoltării, sisteme informaționale sau managementul și marketingul pentru întreprinderi virtuale.
În paralel cu activitatea didactică, a desfășurat activitate în domeniul cercetării. O dată cu înființarea în 1970 a Institutului Central de Informatică București, Marius Guran a fost numit director al instituției - o altă contribuție deosebită a lui Marius Guran la dezvoltarea informaticii în România. Aici, a fost cercetător științific principal gradul I între 1970–1986 și a revenit pe post de consilier în perioada 1990–1997. Începând cu 1971 a dezvoltat aici prima echipă de cercetare în domeniul rețelelor de calculatoare. Colectivul realiza o rețea experimentală de transmisie de date prin comutație de pachete, unul dintre cele mai complexe proiecte din domeniul științei și tehnologiei informației, numit ARPANET, apreciat la “International Conference on Computer Communications”, 1972, Washington.
În anul 1975, după fabricarea primelor modemuri românești (IPA), prin colaborarea dintre ICI, sub conducerea lui Marius Guran, și MTTc, s-a făcut testarea liniilor de telecomunicații din România pentru transmisia de date.
În 1979, la ICI, s-a realizat o rețea locală (LAN) pentru interconectarea calculatoarelor în rețele pe zone restrânse, în cadrul proiectului CAMELEON (împreună cu cercetătorii Florin Păunescu, Dan Goleșteanu ș.a.), în cadrul căruia au fost realizate componentele hardware și software necesare interconectării locale a micro și minicalculatoarelor.
În 1984, colectivul condus de Marius Guran a realizat prima rețea națională de calculatoare electronice, în cadrul proiectului RENAC/RENOD, denumit apoi UNIREA. Proiectul a primit premiului “Traian Vuia” al Academiei Române în anul 1985. S-a reușit pentru prima dată interconectarea prin transmisii de date prin comutație de pachete, a principalelor provincii istorice ale României. Până în 1989 această rețea a ajuns la un număr de 18 noduri operaționale.
În perioada 1979-1985 a fost consultant UNESCO pentru informatică și rețele de calculatoare. De-a lungul carierei sale a avut contribuții deosebite în domeniul informaticii nu numai în plan multilateral (UNESCO, CAER, UE), ci și bilateral (Franța, URSS, SUA, China etc).
Între anii 1986-1990 a fost director științific la Institutul de Cercetare Științifică și Inginerie Tehnologică - Mașini Unelte București (ICSIT-MU/SIMTEX după 1990), pentru conducerea proiectului “Sistem flexibil de fabricație bazat pe calculator (SFF-001)”, finalizat în octombrie 1989 și prezentat la TIB`89, instalat la IMU Bacău.
După 1989 a obținut domeniul internet .ro pentru România.
În perioada 1995-2001 a fost membru al Consiliului de administrație al Societății Române de Radiodifuziune.
A avut o intensă activitate publicistică: peste 70 de articole în reviste cu referenți, peste 120 de comunicări la reuniuni științifice, peste 40 de proiecte contractate de cercetare - dezvoltare cu rapoarte tehnice asociate.

## Titluri
- Consilier prezidențial pentru știință, tehnologie și învățământ (1990-1996).
- Consilier al Președintelui României (2000-2004).
- Președintele Consiliului de Administrație al Centrului de Cercetare – Dezvoltare în Mecatronică din Universitatea Politehnica din București (din 1997).
- Membru și vicepreședinte al Asociației Române pentru Industria Electronică și Software.[7]
- Membru fondator al Forumului pentru Societatea Informațională[8] (1997).
- Membru fondator al Fundației pentru Știință și Artă.
- Membru al Asociației internaționale Lions Club (1993).
- Senior Member IEEE (Institute of Electrical and Electronics Engineers).
- Membru IEEE Computer Society (1990).
- Membru al Asociației Societatea Română de Mecatronică (SROMECA) (2001).
- Membru al Academiei Oamenilor de Știință din România.[9]
- Membru de onoare al Academiei de Științe Tehnice din România.[10]
- Membru de onoare al Academiei Române (2011).

## Lucrări
- Sisteme time-sharing, curs, 1969
- Aspecte ale realizării unei rețele naționale de calculatoare ca suport tehnic pentru sistemul informatic național;
- Asupra unei soluții privind realizarea unei rețele de calculatoare la nivel național, 1975;
- Probleme de informatizare a societății, capitol în cadrul volumului “Știința și contemporaneitatea”, editura Politică, 1980;
- Studii și cercetări de calcul economic și cibernetică economică, 1982;
- Sisteme ierarhizate, în timp real, cu prelucrare distribuită a datelor, Florin Gheorghe Filip, Marius Guran, Editura Tehnică, 1986;
- Sisteme integrate de producție asistate de calculator, G. Drăgoi, M. Guran, Editura Tehnică, 1997.
- Strategia națională pentru trecerea la noua economie și implementarea societății informaționale, 2001;
- Managementul cercetării - dezvoltării și inovării, Seria “Creativitate - inovare”, Editura AGIR, ISBN 978-973-720-285-7, 2010;
- ICI - 40 - MONOGRAFIE. 40 ani de viață în folosul informaticii românești, Editura AGIR;
- Virtual workspace in project planning, Editura Politehnica, Timișoara (coautori George Căruțașu, Gabriela Pătrașcu);
- Monografia informaticii din România, Editura AGIR, Seria: Repere istorice, ISBN 978-973-720-409-7, 2012.
- A knowledge management methodological view to improve virtual product development, G. Drăgoi, S.M. Roșu, M. Guran, C.E. Coteț, L. Roșu, DAAAM International Scientific Book, DAAAM International, Wien, 2007.

## Articole în publicații de specialitate
- Considerații privind sistemul național de informatică și conducere în Viața economică, nr. 45, 46 1970 (împreuna cu M. Drăgănescu, C. Dumitrașcu, I. Georgescu).
- Dezvoltarea informaticii în România, în Cibernetica, Ed. Academiei R.S.R. 1981.
- Knowledge Management using Intranets and Enterprise Portals, publicat în International Journal of Computers, Communications & Control Vol. III (2008)
- Infrastructura informaționala națională - Infrastructura de bază a societății informaționale ca societate a cunoașterii, în Expert Publishing House, Bucharest, 2001
- Sistem de indicatori pentru evaluarea stării Societății Informaționale, în Expert Publishing House, Bucharest, 2001
- Realizarea primei rețele de calculatoare în România – Proiectul RENAC / RENOD, în vol. Conferinței Calculatoare și rețele de calculatoare în România, Academia Română, București, noiembrie 2001
- Transmisia de date, tele-prelucrarea și rețelele de calculatoare în România, în vol. Conferinței Istoria telecomunicațiilor în România, Academia Română, București, noiembrie 2002 (împreună cu L. Pană, M. Rusan, E. Stăicuț)
- The PREMINV platform for training in management and engineering for Virtual Entreprise, Drăgoi G., Roșu S.M., Guran M., Coteț C.E., Roșu L., în Collaborative Business Ecosystems and Virtual Enterprises, Editura Springer, 2002, pp. 571-578.

## Comunicări științifice
- Începuturile Internetului în România, la Conferința națională 10 ani de Internet în România, ANISP, București, februarie 2003
- Simulation as a valid tool in project planning”, la ediția a 15-a INTERNATIONAL DAAAM SYMPOSIUM, 3-6 octombrie 2004 (coautori Gabriela Pătrașcu, George Căruțașu)
- The management and engineering training for virtual industrial enterprises, la a 7-a ediție International Conference on Management on Innovative Technologies, Constanța, România 4-5 octombrie 2004 (împreună cu Diana Popescu, Costel Emil Coteț, George Căruțașu)
- Adapting mechanical engineering curricula to virtual enterprise environment, la a 8-a ediție International Conference on Management on Innovative Technologies, Fiesa, Slovenia 22-24 septembrie 2005 (coautori Tiberiu Dobrescu, Gabriela Pătrașcu, George Căruțașu)
- A Didactical Method for KBS Development at the SMEs Level to Professional Risk Assessment (împreună cu Sebastian Marius Roșu, George Dragoi, Costel Emil Coteț) la Balkan Region Conference on Engineering and Business Education & International Conference on Engineering and Business Education, 15-17 October 2009 / Lucian Blaga University of Sibiu, România
- Knowledge-based economy main requirements regarding the definitions and the measurements for innovation as a system[nefuncțională]
, Marius Guran, Costel Emil Coteț, Cicerone Laurențiu Popa, în Proceedings of the International Conference on Manufacturing Systems–ICMaS, vol.4, 2009, pp. 192-195.

## Distincții și premii
- Ordinul Național „Serviciul Credincios” în grad de Cavaler, 29 noiembrie 2002, Decretul prezidențial nr.988/2002.[11]
- Ordinul Meritul Științific, 1983.
- Diploma cu distincție pentru English Language and Orientation Program - SUA, (1968).
- Diploma Effective Management, (1993).
- Premiul Traian Vuia al Academiei Române (1985) pentru proiectul Rețeaua Națională de Calculatoare / Rețeaua Nodală de calculatoare (RENAC/RENOD).

Alte 40 de medalii și diplome jubiliare acordate de instituții, organizații și asociații naționale și internaționale: Gh. Lazăr, Societatea Politehnica, CEPES-XX-UNESCO, "Virtus et Meritum" MAE, Societatea Română de Matematică, Academia Română, Academia Tehnică Militară, Academia de Studii Economice, Banca Națională a României, Universitatea Politehnica București etc.